# 39-й егерский полк
39-й егерский полк — армейское полевое формирование (егерский полк) лёгкой пехоты Вооружённых сил Российской империи.

## Места дислокации
В 1820 году воинская часть дислоцировалась в городе Бериславль. Полк егерей входил в состав 20-й пехотной дивизии.

## Формирование полка
Число егерей, к 1801 году, составляло лишь 8 % полевой пехоты в ВС России. В начале царствования Всероссийского Императора Александра I егерские полевые полки были усилены двумя ротами, при чём полевые полки перешли на 3-батальонный состав. С этого же времени (1801 год) егерские полевые полки начали именоваться по номерам, и их число постепенно возрастало, и к войне 1812 года в Русской армии было: два гвардейских егерских полевых полков (лейб-гвардии Егерский и Финляндский) и 50 армейских полевых полков егерей.
Полк егерей с войсковым № 39 сформирован 19 октября 1810 году из Брянского мушкетёрского полка. По упразднении егерских полков 28 января 1833 года 1-й и 3-й батальоны были присоединены к Днепровскому, а 2-й — к Азовскому пехотным полкам. 24 марта 1834 года это распределение батальонов было отменено и 1-й и 2-й батальоны были присоединены к Кабардинскому пехотному полку, а из 3-го батальона был образован Грузинский линейный № 9 (впоследствии № 10) батальон. Старшинство 39-го егерского полка сохранено не было.

## Кампании полка
Полк состоял в 10-й пехотной дивизии корпуса Воинова и в составе Дунайской армии принимал участие в кампании против турок 1810—1812 годов С началом Отечественной войны два батальона полка в составе своего же корпуса (получившего № 5) двинулись против французов, а один батальон был оставлен в Молдавии для пограничной службы.
По возвращении из-за границы, где полк заслужил свои главные отличия, он был двинут на Кавказ и был назначен в Грузию. Там он принимал участие в русско-турецкой войне 1828—1829 годов и в делах против горцев.

## Знаки отличия полка
39-й егерский полк имел следующие знаки отличия:
- две серебряные трубы с надписью «За отличие, оказанное при осаде Ченстохова», пожалованные 13 июля 1813 года;
- знаки на головные уборы для нижних чинов с надписью «За отличие», пожалованные 25 апреля 1815 года за доблесть, выказанную в сражениях при Бриенн-Ле-Шато и Ла-Ротьере.

Дальнейшая история этих знаков такова: при поступлении Грузинского линейного № 10 батальона в Самурский полк знаки отличия на шапки были заменены знаками Самурского полка, а на полковое Георгиевское знамя самурцев была добавлена надпись «За отличие 20 января 1814 г. при сел. Ла-Ротьер». Одна серебряная труба была сохранена в Кабардинском полку, а вторая, после присоединения Грузинского линейного № 10 батальона, хранилась в Самурском полку и после выделения батальона на формирование в 1874 году 163-го пехотного Ленкоранско-Нашебургского полка была передана в последний.

## Шефы полка
Шефы или почётные командиры:
- 19.10.1810 — 04.08.1811 — полковник Шарой
- 16.08.1811 — 10.11.1814 — полковник Ахлёстышев, Михаил Фёдорович

## Командиры полка
- 19.10.1810 — 01.06.1815 — подполковник (с 30.08.1811 полковник) Левиз, Андрей Иванович
- 01.06.1815 — 01.01.1816 — полковник Титов, Владимир Михайлович 1-й
- 01.01.1816 — 01.01.1819 — полковник Штегеман, Христофор Осипович
- 22.01.1819 — 16.03.1819 — полковник Андреевский, Константин Степанович
- 22.04.1819 — не ранее 1823 — подполковник (с 26.11.1823 полковник) Раенко, Яков Григорьевич